# NXT TakeOver XXX
NXT TakeOver XXX – gala wrestlingu wyprodukowana przez federację WWE dla zawodników z brandu NXT. Odbyła się 22 sierpnia 2020 w Full Sail University w Winter Park w stanie Floryda. Emisja była przeprowadzana ekskluzywnie na żywo za pośrednictwem WWE Network. Była to trzydziesta gala w chronologii cyklu NXT TakeOver i trzecia w 2020 roku.
Podczas gali odbyło się sześć walk, w tym jedna w pre-show. W walce wieczoru, Karrion Kross pokonał Keitha Lee zdobywając NXT Championship. W przedostatniej walce, Io Shirai pokonała Dakotę Kai broniąc NXT Women’s Championship. W innych ważnych walkach, Damian Priest wygrał zwakowany NXT North American Championship wygrywając Ladder match oraz Adam Cole pokonał Pata McAfeego co było pierwszą walką McAfeego w karierze.

## Produkcja
NXT TakeOver XXX oferowało walki profesjonalnego wrestlingu z udziałem wrestlerów z brandu NXT. Oskryptowane rywalizacje (storyline’y) kreowane były podczas cotygodniowych gal NXT. Wrestlerzy są przedstawieni jako heele (negatywni, źli zawodnicy i najczęściej wrogowie publiki) i face’owie (pozytywni, dobrzy i najczęściej ulubieńcy publiki), którzy rywalizują pomiędzy sobą w seriach walk mających budować napięcie. Kulminacją rywalizacji jest walka wrestlerska lub ich seria. NXT TakeOver XXX było trzecią galą cyklu TakeOver wyprodukowaną w 2020.

### Wpływ COVID-19
W wyniku pandemii COVID-19, która zaczęła wpływać na branżę w połowie marca, WWE musiało zaprezentować większość swojego programu z zestawu bez udziału realnej publiczności. Transmisje NXT odbyły się następnie w macierzystej bazie NXT w Full Sail University w Winter Park w stanie Floryda. To wydarzenie TakeOver, jak również SummerSlam następnej nocy, pierwotnie miały odbyć się w TD Garden w Bostonie w stanie Massachusetts. Jednak 8 maja 2020 roku burmistrz Bostonu Marty Walsh zawiesił wszystkie spotkania na dużą skalę do 7 września, skutecznie odwołując zaplanowane przez WWE wydarzenia w mieście. W rezultacie to TakeOver, które pierwotnie nosiło tytuł "TakeOver: Boston", zostało również przeniesione do Full Sail University, a następnie przemianowane na "TakeOver XXX", ponieważ jest to 30. gala NXT TakeOver.

### Rywalizacje
22 lipca na odcinku NXT, ówczesny podwójny mistrz Keith Lee, zastanawiał się nad swoją karierą i wszystkimi możliwościami, jakie otrzymał, i stwierdził, że teraz chce spłacić ją do przodu, więc dobrowolnie zrezygnował z NXT North American Championship, aby umożliwić innym wrestlerom szansę na tytuł, podczas gdy on skupiłby się wyłącznie na obronie NXT Championship  W rezultacie, generalny menadżer NXT, William Regal, ogłosił, że będzie seria Triple Threat matchów, które będą kwalifikacją do pięcioosobowego Ladder matchu, który odbędzie się w TakeOver XXX, aby ukoronować nowego NXT North American Championa. Tej samej nocy Bronson Reed pokonał Johnny’ego Gargano i Rodericka Stronga i jako pierwszy zakwalifikował się do walki. W następnym tygodniu Dexter Lumis dołączył do Reeda jako druga osoba, która zakwalifikowała się pokonując Finna Bálora i Timothy’ego Thatchera, ale później został usunięty z walki z powodu kontuzji kostki. 5 sierpnia Damian Priest dołączył do Reeda jako trzecia osoba, która zakwalifikowała się pokonując Oneya Lorcana i Ridge’a Hollanda z NXT UK. Z powodu kontuzji Lumisa, Regal ogłosił dwa pojedynki, które odbędą się, aby wypełnić miejsce Lumisa i wyłonić dwóch finałowych zawodników. Zawodnikami w tych walkach będą ci, którzy nie zostali ani przypięci, ani poddani w Triple Threat matchach. 12 sierpnia na odcinku NXT, Cameron Grimes dołączył do Reeda i Priesta jako czwarta osoba, która zakwalifikowała się pokonując Kushidę i powracającego Velveteena Dreama, z których ten ostatni po walce przeszedł heel turn. Ostatnią dwójką, która zakwalifikowała się, byli Gargano i Dream, pokonując odpowiednio Hollanda i Bálora.
22 lipca na odcinku NXT, podczas walki Karriona Krossa, mistrz NXT Keith Lee pojawił się i sprawdził przeciwnika Krossa po zwycięstwie Krossa. W następnym tygodniu, Kross rzucił wyzwanie Lee o mistrzostwo NXT, stwierdzając, że przyjaciele Lee będą cierpieć, a Lee się zgodził. Na odcinku z 12 sierpnia, po tym jak Kross wygrał swoją walkę, Kross i Lee podpisali kontrakt na walkę o tytuł na TakeOver XXX. Po tym, jak obaj podpisali kontrakt, kula ognia wyszła z kontraktu i trafiła do Lee.
15 lipca na odcinku NXT, po tym, jak Shirai skutecznie obroniła tytuł przeciwko Tegan Nox, Dakota Kai zaatakowała Shirai. 5 sierpnia na odcinku NXT, dzięki ingerencji Mercedes Martinez z The Robert Stone Brand, Kai pokonała Ripley, aby zdobyć walkę o tytuł przeciwko Shirai na TakeOver XXX, po czym Martinez zaatakowała Ripley.
23 lipca podczas programu radiowego McAfee w CBS Sports Radio, Adam Cole wdał się w kłótnię z Patem McAfee, ponieważ McAfee oskarżył Cole’a o ukrywanie się za The Undisputed Era podczas jego rekordowego 403-dniowego panowania z NXT Championship i kpiny z Cole’a z powodu jego mniejszej postury, co spowodowało, że Cole przeklinał na McAfee’go i popychał producenta. 27 lipca szef NXT, Triple H, zaoferował McAfee możliwość uzgodnienia sprawy z Cole’em w odcinku NXT z 5 sierpnia. Podczas walki o NXT Tag Team Championship, w którym Fabian Aichner i Marcel Barthel z Imperium bronili tytuły przeciwko Bobby’emu Fishowi i Kyle’owi O’Reilly’owi, McAfee kpił z Cole’a, służąc jako komentator, i wdał się w kolejną kłótnię, zanim został wyrzucony z Full Sail University. Następnego dnia Triple H rzucił McAfeemu wyzwanie w imieniu Cole’a na walkę na TakeOver XXX w programie ESPN Get Up!, które McAfee zaakceptował później na filmie.
5 sierpnia na odcinku NXT, Legado Del Fantasma (Joaquin Wilde i Raul Mendoza) zaatakowali Breezango (Fandango i Tyler Breeze) i wrzucili ich do furgonetki. Później tej nocy wyciągnęli Fandango. Breeze próbował uratować, ale był obezwładniony. W następnym tygodniu, Santos Escobar pokonał Breeze’a, po czym Legado zaatakował Breezango, dopóki Isaiah Swerve Scott nie obronił. Na odcinku z 19 sierpnia, Legado Del Fantasma pokonali Scotta i Breezango. Później tej nocy, Triple Threat Tag Team match pomiędzy Oneyem Lorcanem i Dannym Burchem, Legado Del Fantasma i Breezango został zaplanowany na Pre-Show, aby wyłonić pretendentów numer jeden do tytułu NXT Tag Team Championship Imperium (Fabian Aichner i Marcel Barthel).
20 sierpnia zaplanowano walkę pomiędzy Timothym Thatcherem a Finnem Bálorem na TakeOver XXX.

## Wyniki walk
| Nr                                                                   | Wyniki | Stypulacje                                                                     | Czas  |
| -------------------------------------------------------------------- | --- | ------------------------------------------------------------------------------ | ----- |
| 1P                                                                   | Breezango (Fandango i Tyler Breeze) pokonali Oneya Lorcana i Danny’ego Burcha oraz Legado del Fantasma (Joaquina Wilde’a i Raula Mendozę) | Triple Threat Tag Team match o miano pretendentów do NXT Tag Team Championship | 6:52  |
| 2                                                                    | Finn Bálor pokonał Timothy’ego Thatchera                                                                                                  | Singles match                                                                  | 13:32 |
| 3                                                                    | Damian Priest pokonał Bronsona Reeda, Camerona Grimesa, Johnny’ego Gargano i Velveteena Dreama                                            | Ladder match o zwakowany NXT North American Championship                       | 21:24 |
| 4                                                                    | Adam Cole pokonał Pata McAfeego | Singles match                                                                  | 16:12 |
| 5                                                                    | Io Shirai (c) pokonała Dakotę Kai (z Raquel González)                                                                                     | Singles match o NXT Women’s Championship                                       | 17:13 |
| 6                                                                    | Karrion Kross (ze Scarlett) pokonał Keitha Lee (c)                                                                                        | Singles match o NXT Championship                                               | 21:51 |
| (c) – mistrz/mistrzyni przed walkąP – walka miała miejsce w pre-show | |                                                                                |       |